# (7863) Turnbull
(7863) Turnbull ist ein Asteroid des äußeren Hauptgürtels, der am 2. November 1981 vom US-amerikanischen Astronomen Brian A. Skiff an der Anderson Mesa Station (IAU-Code 688) des Lowell-Observatoriums in Anderson Mesa im Coconino County in Arizona entdeckt wurde.
Benannt wurde er am 28. September 1999 nach der US-amerikanischen Astronomin und Astrobiologin Margaret Turnbull (* 1975), die „Habstars“ (Sterne, die geeignet scheinen, günstige Bedingungen für Leben zu bieten), „Sonnenzwillinge“ und Lebensmöglichkeiten auf Planeten als Schwerpunkt ihrer Tätigkeit wählte.
Der Himmelskörper gehört zur Themis-Familie, einer Gruppe von Asteroiden, die nach (24) Themis benannt wurde.